# Superfast Jellyfish
"Superfast Jellyfish" é uma canção da banda virtual Gorillaz, lançada como segundo single do álbum Plastic Beach em maio de 2010. O single tem a participação especial dos cantores De La Soul e Gruff Rhys.
Contém samples de um comercial de 1986 do microondas de Swanson "Great Starts Breakfasts".
Sobre a canção, o baixista ficcional Murdoc Niccals disse o seguinte num comentário faixa-a-faixa:

Quando você pensa sobre Gorillaz, faz sentido ter um Super Furry Animal ali, não faz? Eu sempre os amei, então eu enviei um jato para pegar Gruff e trazê-lo para cá.

Muito divertida, essa faixa. Se você põe o volume alto o suficiente todas as cores começam a se derramar e a serem tragadas para fora dos alto-falantes. Você poderia inundar o seu quarto com uma faixa como essa.— Murdoc Niccals 'Plastic Beach' - Murdoc's Track-By-Track Guide

## Paradas
| Ano  | Parada                              | Melhor posição |
| ---- | ----------------------------------- | -------------- |
| 2010 | Australian ARIA Urban Singles Chart | 33             |
| 2010 | Danish Dance Chart                  | 50             |